# Josef Werner
Josef Werner (* 25. Juni 1837 in Würzburg; † 14. November 1922 in München) war ein deutscher Komponist, Violoncellist und Violoncellolehrer.

## Leben
Der Sohn eines Musikdirektors am Würzburger Stadttheater bildete sich zunächst in seiner Heimatstadt. 1852 ging er nach München, wo er am 1846 gegründeten Konservatorium eine Ausbildung als Violoncellist bei Joseph Menter und nach dessen Tod bei Hyppolit Müller (1834–1876), Cellist der Münchner Hofkapelle, erhielt. Zusätzlich nahm er Geigenunterricht bei Joseph Moralt und Franz Joseph Fröhlich. Ab 1867 studierte er Kompositionslehre bei Friedrich Grützmacher in Dresden. 1856 erhielt er eine Stelle als Solo-Violoncellist beim Münchner Hoforchester und unterrichtete ab 1857 an der Königlichen Akademie der Tonkunst in München mit dem Titel eines Professors; dieser Stelle wurde er 1904 unter Belassung des Titels enthoben. Im Schuljahr 1859/60 übernahm er den Instrumentalunterricht für Carl Schönchen am Münchner Maximiliansgymnasium. Am 1. September 1911 wurde er hier auf eigenen Wunsch seiner Funktion enthoben. 1899 wurde ihm der Verdienstorden vom Hl. Michael IV. Klasse verliehen, 1910 die Ehrenmünze des Ludwigsordens  anlässlich des 50-jährigen Dienstjubiläums.
Josef Werner war verheiratet mit Josepha Leprosse (1840–1906), Tochter eines Klaviervermieters aus München. Von den sieben gemeinsamen Kindern erreichten drei Söhne und eine Tochter das Erwachsenenalter.
Als Instrumentalist und Komponist verfasste Werner eine praktische Violoncelloschule, Studien, Etüden, Capricen, Solostücke und zahlreiche Bearbeitungen. Zu seinen Schülern gehörten Heinrich Schübel (vor 1873–nach 1880) aus Karlsruhe, Emil Herbeck aus St. Petersburg, Christian Döbereiner aus Wunsiedel, Carl Ebner (1857–1930) aus Deggendorf, Toni Thoms und Heinrich Schönchen (1827–1887) aus München und Marie Geist (1859–1912) aus Würzburg.

## Werke (Auswahl)
- Caprice und Humoreske, 2 Vortragsstücke für Violoncello allein; op. 5. München: Aibl, [1881]
- Dem Vaterland für gemischten Chor. Partitur. München, Seiling 1888
- Die Kunst der Bogenführung. Praktische Anleitung zur Ausbildung der Bogentechnik und zur Erlangung eines schönen Tones und Vortrags auf dem Violoncell; op. 43. Heilbronn, C. F. Schmidt 1894
- Technische Studien für Violoncell; op. 50/2. London, Augener 1900
- Progressive duets for two violoncellos; op. 51/1. Stimmen. London, Augener (1902)
- 200 Scalen-Studien für Violoncell; op. 53. Leipzig, Hofmeister (1903)
- Akkord-Studien für Violoncell: op. 54/2. Leipzig, Hofmeister 1905
- 12 Studien in der modernen höheren Technik des Violoncellspiels; op. 58. Leipzig, Rühle (1908)
- Praktische Violoncell-Schule mit Kommentar; op. 12/1. Neue verbesserte und vermehrte Auflage von Horst Scholz. Leipzig, Rühle ca. 1910
- Adagio religioso für Cello mit Pianofortebegleitung; op. 60; Klavier und Stimme. München, Verlag für moderne Musik (1914)